# Toys
Pour les articles homonymes, voir Toy.
Pour plus de détails, voir Fiche technique et Distribution.
Toys ou Jouets au Québec, est un film américain réalisé par Barry Levinson et sorti en 1992.
Le film reçoit des critiques presse globalement négatives à sa sortie. C'est également un échec commercial. Barry Levinson est nommé au Razzie Award du pire réalisateur. Le film est cependant nommé à l'Oscar des meilleurs décors et à l'Oscar de la meilleure création de costumes.

## Synopsis
Peu de temps avant de mourir, Kenneth Zevo, le propriétaire excentrique d'une grande fabrique de jouets, demande à son frère, le général 3 étoiles Leland Zevo, militaire de carrière aigri et frustré, de prendre la direction de son usine en attendant que Leslie et Alsatia, ses enfants, qu'il juge trop immatures, soient capables d'en assumer un jour la responsabilité.
Cependant l'oncle, qui ne jure que par l'ordre et la sécurité, et qui ne cesse de penser à la prochaine guerre après avoir voulu ouvrir un département de jouets de guerre, décide de transformer l'héritage familial en arsenal d'engins de guerres miniaturisés afin de répondre à la crise existentielle traversée par les forces armées à la suite de la fin de la guerre froide et des réductions de crédits militaires.
Ne supportant pas les enfantillages innocents de son neveu et de sa nièce, il les écarte de ses plans, profitant de leur naïveté pour leur cacher la vraie nature de ses intentions. Ceux-ci partagent leur existence tant bien que mal entre la maison féerique géante et l'usine de jouets qui se mutile au fur et à mesure sous les mutations imposées par le général.
Ce dernier a l'intention de mettre sur pied, à partir du legs de son frère, un arsenal de nouveaux engins de guerre qu'il a imaginés, ce afin de convaincre les « huiles du Pentagone » de la formidable arme de destruction qu'il peut leur offrir.
Pour ce faire il instaure un régime de surveillance et de contrôle total, fait fermer les départements de jouets les uns après les autres afin de créer une zone interdite où sont élaborés des poupées tueuses, des jouets espions, des chars et des hélicoptères miniatures armés de vrais missiles, ainsi qu'un monstre aquatique chasseur de soldats !
Ne supportant plus l'anéantissement du rêve de leur père, Leslie et Alsatia, avec l'aide d'Owens (le plus ancien collaborateur de Kenneth), d'une employée fidèle, et du cousin Patrick, décident de mettre un terme à l'horreur guerrière du général.
Après une course-poursuite dans les corridors de la zone interdite, des traquenards tendus par des jouets équipés de fusils-mitrailleurs et de canons d'assaut, une bataille rangée entre une armada de chars miniatures et les anciens jouets fabriqués par son père, et une échappée aérienne au-dessus d'une maquette géante de New York, Leslie parvient à détruire la commande du général, désactivant presque tous les robots car le monstre aquatique disposant d'un système autonome fonctionne encore assez longtemps pour tirer sur Alsatia, révélant qu'elle est un robot, et traumatisant le général au point de lui faire perdre la raison.
Finalement, Leslie reprend la direction de la fabrique, tandis que le général va rejoindre son père, général 4 étoiles, sur un lit d'hôpital, redonnant à la fabrique Zevo le rêve qu'elle avait connu, faisant presque passer les jours sombres de la direction de l'oncle pour un mauvais rêve.

## Fiche technique
Sauf indication contraire, les informations mentionnées dans cette section peuvent être confirmées par la base de données cinématographiques IMDb,  présente dans la section « Liens externes ».
- Titre français et original : Toys
- Titre québécois : Jouets
- Réalisation : Barry Levinson
- Scénario : Valérie Curtin et Barry Levinson
- Musique : Hans Zimmer et Trevor Horn
- Photographie : Adam Greenberg
- Montage : Stu Linder
- Production : Mark Johnson, Barry Levinson
- Sociétés de production : Baltimore Pictures et 20th Century Fox
- Sociétés de distribution : 20th Century Fox
- Pays de production :  États-Unis
- Budget : 43 000 000 USD
- Langue originale : anglais
- Genre : comédie dramatique, fantastique
- Durée : 118 minutes
- Dates de sortie[1] : 
  - États-Unis : 18 décembre 1992
  - France : 28 avril 1993

## Distribution
- Robin Williams (VF : Patrick Floersheim) : Leslie Zevo
- Michael Gambon (VF : Jean-Claude Michel) : le général Leland Zevo
- Joan Cusack (VQ : Anne Bédard) : Alsatia Zevo
- Robin Wright Penn (VF : Évelyne Séléna) : Gwen Tyler
- LL Cool J (VF : Pascal Renwick) : le capitaine Patrick Zevo
- Donald O'Connor : Kenneth Zevo
- Arthur Malet : Owen Owens
- Jack Warden : le vieux général Zevo
- Debi Mazar : Debbie, l'infirmière
- Julio Oscar Mechoso : Cortez
- Jamie Foxx (VF : Michel Barbey) : Baker
- Shelly Desai : Shimera
- Blake Clark : Hagenstern
- Wendy Melvoin : Soliste chœur

## Bande originale
La musique originale est composée par Hans Zimmer et Trevor Horn. L'album de la bande originale contient également des compositions et chansons non originales.
| 1.    | Winter Reveries (Extrait de la Symphonie no 1)    | Shirley Walker Orchestra                                                                                    | 2:03 |
| 2.    | The Closing of the Year (Main Theme)              | Wendy & Lisa featuring The Musical Cast of Toys                                                             | 3:28 |
| 3.    | Ebudæ                                             | Enya | 1:49 |
| 4.    | The Happy Worker                                  | Tori Amos                                                                                                   | 4:19 |
| 5.    | Alsatia's Lullaby                                 | Julia Migenes & Hans Zimmer                                                                                 | 4:16 |
| 6.    | Workers                                           | les acteurs Toys featuring Tori Amos                                                                        | 1:11 |
| 7.    | Let Joy and Innocence Prevail (Instrumental)      | Pat Metheny                                                                                                 | 4:59 |
| 8.    | The General                                       | Michael Gambon & Hans Zimmer                                                                                | 2:21 |
| 9.    | The Mirror Song                                   | Thomas Dolby, Robin Williams & Joan Cusack (as "Steve & Yolanda")                                           | 4:35 |
| 10.   | Battle Introduction                               | Robin Williams                                                                                              | 2:45 |
| 11.   | Welcome to the Pleasuredome (Into Battle mix)     | Frankie Goes to Hollywood                                                                                   | 4:59 |
| 12.   | Let Joy & Innocence Prevail                       | Pat Metheny, Grace Jones                                                                                    | 5:01 |
| 13.   | The Closing of the Year / Happy Workers (Reprise) | The Closing of the Year : Wendy & Lisa, featuring Seal & les acteurs du film / Happy Workers : Jane Siberry | 5:28 |
| 47:14 |                                                   | |      |

## Anecdote
La phrase « Le Jour où la Terre s'arrêta (film, 1951)#Klaatu barada nikto » utilisée pour désactiver le robot, est une référence au film Le jour où la Terre s'arrêta.